# Tzaraath

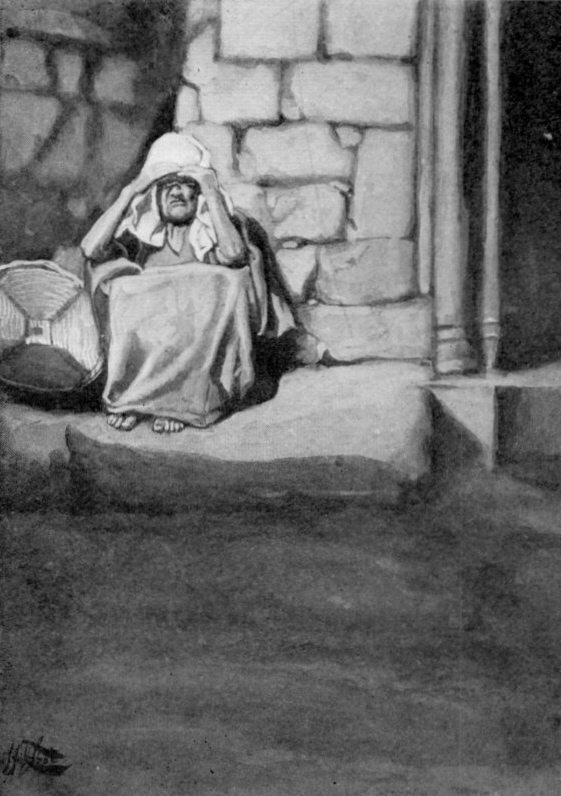
Miriam, infetta da lebbra ed esclusa dall'accampamento degli Israeliti (guazzo su tavola, di James Tissot, 1896)

Tzaraath  (in ebraico צרעת‎? - IPA (HE) tsaˈʁaʕa, traslitt. tiberiense: ṣāraʻaṯ e numerose varianti, tra cui ẓaraath, tzaraas, tzaraat, tsaraas e tsaraat) è un sostantivo ebraico che descrive condizioni anormali/deturpate della cute, dei peli della barba, di indumenti di lino o lana, di pietre usate nella costruzione di case in Terra di Israele. Tutte le variazioni sono principalmente descritte nei capitoli 13-14 di Levitico.

## Etimologia
Il sostantivo deriva dal verbo tzara (in ebraico צָרַע‎?) che significa "avere una malattia della pelle". La radice linguistica di tzaraath può significare "colpire", in parallelo con l'arabo, e con riferimento alla spiegazione talmudica che "essa serve come punizione per il peccato"; è possibile che tzaraath fosse un termine generico per certi tipi di malattie cutanee, piuttosto che una condizione specifica, ed il Talmud afferma la stessa opinione, riportando che tzaraath si riferiva generalmente a qualsiasi afflizione che producesse pustole, ulcere ed eruzioni della pelle.

## Traduzioni
Il Testo Masoretico della Torah introduce tre variazioni di tzaraath che colpiscono la pelle: שאת, ספחת ובהרת (Se'eth, Sapachath e Bahereth). Il Septuaginta, traduzione greca della Bibbia ebraica (Tanakh) usata in origine dagli ebrei ellenisti e dai proseliti gentili, traduce il termine tzaraath col greco lepra (λέπρα), da cui proviene la parola imparentata "lebbra" tradizionalmente usata nelle bibbie italiane. Il termine greco classico lepra è innanzitutto usato solo per lo scolorimento della pelle e non per putrefazione e muffe. Il Tanakh riporta "una crosta o una macchia lucida" in Levitico 13:2.
Tzaraath è sufficientemente dissimile dalla lebbra da esser considerata una malattia del tutto differente, nonostante la sua traduzione coincidentale nel Septuaginta. Per esempio, tzaraath non è una forma contagiosa tra persone, mentre la lebbra lo è. Il metzora (termine ebraico per chi è infetto da tzaraath) è bandito dall'entrare l'accampamento di Israele (nel deserto) o la città di Gerusalemme, non perché contagioso ma a causa dell'impurità rituale.

## Bibbia ebraica
La Torah identifica tre manifestazioni di tzaraath: come afflizione della pelle umana, (Levitico 13:2) di indumenti (Levitico 13:47) e di case (Levitico 14:34). La Torah parla anche di tzaraath in due altre occasioni, una in riferimento a Mosè e l'altra in riferimento a sua sorella, Miriam. Nella prima occasione, in Esodo 4:6-7, quando Mosè sta davanti al roveto ardente e dubita che gli ebrei crederanno in lui come messaggero di Dio. Dio gli fornisce due segni per comprovare la sua missione: trasforma il suo bastone in un serpente e poi lo fa ridiventare bastone, e poi colpisce la sua mano con tzaraath e poi la sana. Mosè rivela questi portenti agli anziani in Esodo 4:30. L'altra occasione è in Numeri 12:10, in cui Miriam – sorella di Mosè – viene afflitta da tzaraath a causa del suo coinvolgimento nel calunniare Mosè. Aronne prega Mosè di curarla con mezzi straordinari, poiché egli, come fratello, non può esaminarla, confinarla o purificarla. Mosè allora praga per sua sorella e Miriam viene sanata dalla tzaraath ma deve rimanere confinata per sette giorni. La Torah, tuttavia, non indica se ella adempì un qualche processo di purificazione simile a ciò che viene normalmente richiesto, come spiegato di seguito.
(Levitico 13:2)
Secondo alcuni biblisti è preferibile traslitterare le tre suddivisioni della pelle tzaraath piuttosto che tradurle, poiché non esistono termini equivalenti in lingua italiana o in altre lingue moderne , e qualsiasi tentativo di traduzione diminuisce grandemente il carattere distintivo e la messa a fuoco della parola ebraica. Inoltre, una diagnosi di tzaraath può essere eseguita solo da un kohen (sacerdote ebraico).
Alcuni affermano che la manifestazione di tzaraath è definita come un negah (in ebraico נגע‎?) "afflizione", nega'im (plurale: נגעים) e ci sono tre varietà di nega'im che si riferiscono alla cute umana, due delle quali sono:
1. ulcere e bruciature (Levitico 13:18-28[16])
2. piaghe/lesioni sul capo o nella barba, il negah relativo chiamato נתק (netek) (Levitico 13:29-44[17])

## Mishnah

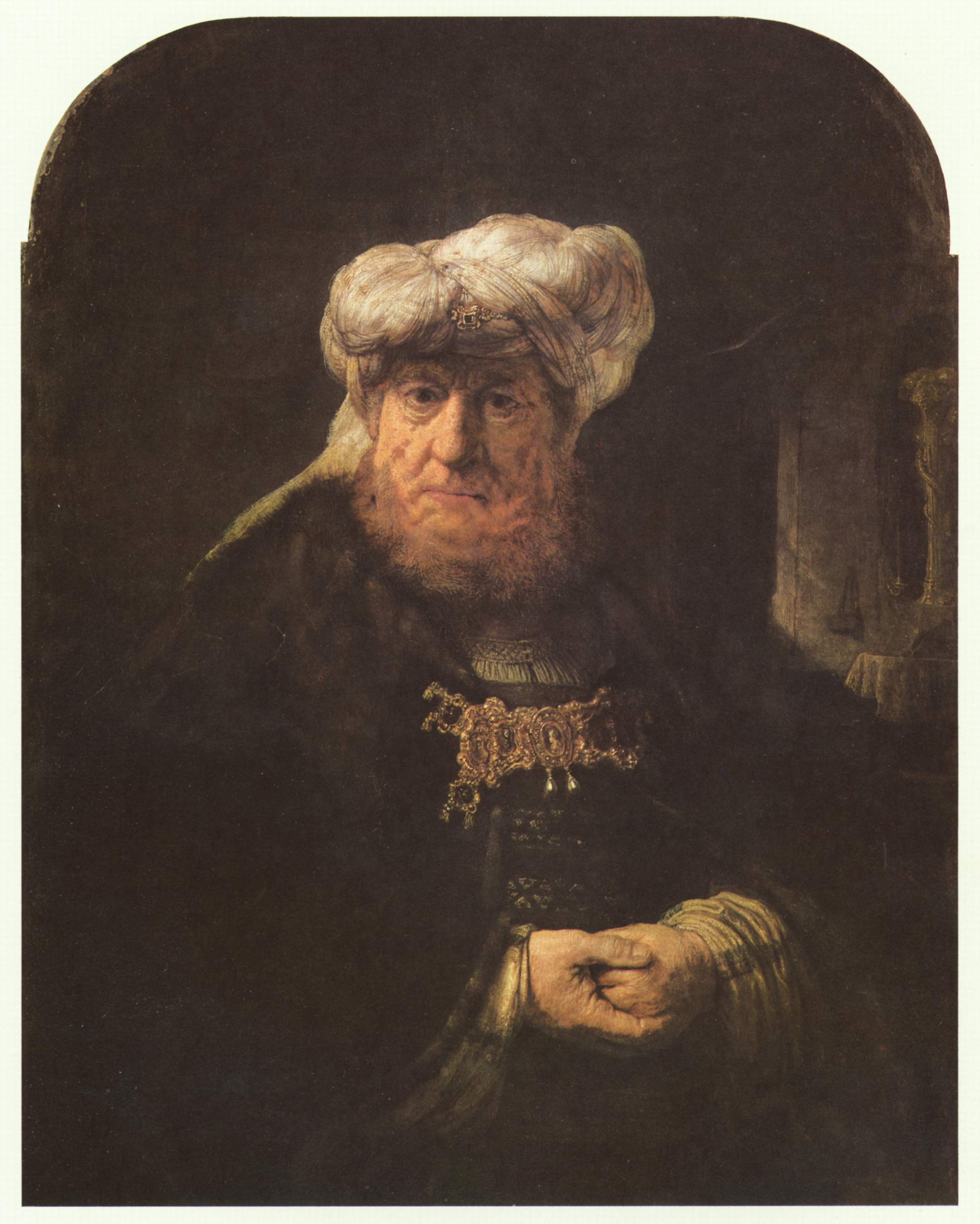
Re Ozia colpito dalla lebbra, dipinto di Rembrandt (1639)

Le leggi di tzaraath vengono spiegate dalla Mishnah, nel Trattato Nega'im.

### Macchie della pelle
Macchie della pelle sono confermate come tzaraath quando appaiono uno qualsiasi di tre segni:
1. capelli bianchi (in ebraico והיא הפכה שיער לבן‎?) - se almeno due peli nell'ambito di negah diventano bianchi[19]
2. carne viva (ומחית בשר חי) - se cute di apparenza normale si trova nei limiti della macchia[19]
3. allargamento (ואם פשה תפשה המספחת בעור) - se la macchia si è allargata dal tempo dell'esame iniziale fatto dal Kohen.[20]

Mentre la calvizie non è una forma di tzaraath, placche che appaiono su un capo calvo possono essere tzaraath se rispondono ai criteri citati nella Torah. Tale eruzione su un capo calvo deve apparire in una maniera particolare, ma è regolata da norme simili a quella di nega'im sulla pelle; tuttavia, può succedere solo agli uomini. Un'eruzione del cuoio capelluto diviene  tzaraath quando la lesione è una macchia bianca suffusa di rosso (נגע לבן אדמדם).  Nell'uomo, ciò può succedere in due posizioni: sulla calvizie posteriore del capo (קרחת) e su quella anteriore (גבחת).
Se qualcuno taglia via della pelle o una parte del proprio corpo per rimuovere un negah, egli diventa impuro, anche se non mostra segni confermatori. Può ridiventare puro solo dopo che si formi un altro negah. L'eccezione avviene quando un negah appare sulla cima del prepuzio e viene asportato durante la circoncisione, situazione permessa poiché un comandamento positivo annulla un comandamento negativo.

### Ulcere e bruciature
Ulcere e bruciature, se avvengono naturalmente a causa di un ascesso, trauma per contusione o ingiuria termica alla cute, non sono tzaraath e non provocano impurità.  Durante le fasi di guarigione di tali lesioni, tuttavia, se appaiono certi segni che somigliano a quelli delle succitate macchie, potrebbe provocare tzaraath.  Se ne ha conferma se appaiono due segni rispettivamente:
1. peli bianchi (ושארה הפך לבן e נהפך שאר לבן בבהרת) - simili a quelli delle macchie (Levitico 13:20;13:25[24])
2. allargamento (ואם פשה תפשה בעור e אם פשה תפשה בעור) - simile a quello delle macchie (Levitico 13:22;13:27[25])

### Placche o lesioni del capo o nella barba
Il sintomo iniziale di questo tipo di negah sono placche dovute a perdita di capelli/peli. Secondo Maimonide, cuoio capelluto e barba nega'im sono caratterizzati da perdita di capelli senza alcun cambiamento della cute nella parte calva. La Tosefta, tuttavia, riporta che la pelle della macchia calva si altera in negah. Ci sono due segni di conferma:
1. capelli gialli sottili (ובו שאר צהב דק) - se almeno 2½ peli della macchia calva diventano giallastri (Levitico 13:30[28])
2. allargamento (והנה פשה הנתק בעור) - se la calvizie si allarga, secondo Maimonide.  Secondo Abraham Ben David, che cita la Tosefta, tale allargamento rappresenterebbe anche un cambiamento della pelle (Levitico 13:36[29]).

### Ispezione dinega'ime determinazione ditzaraath

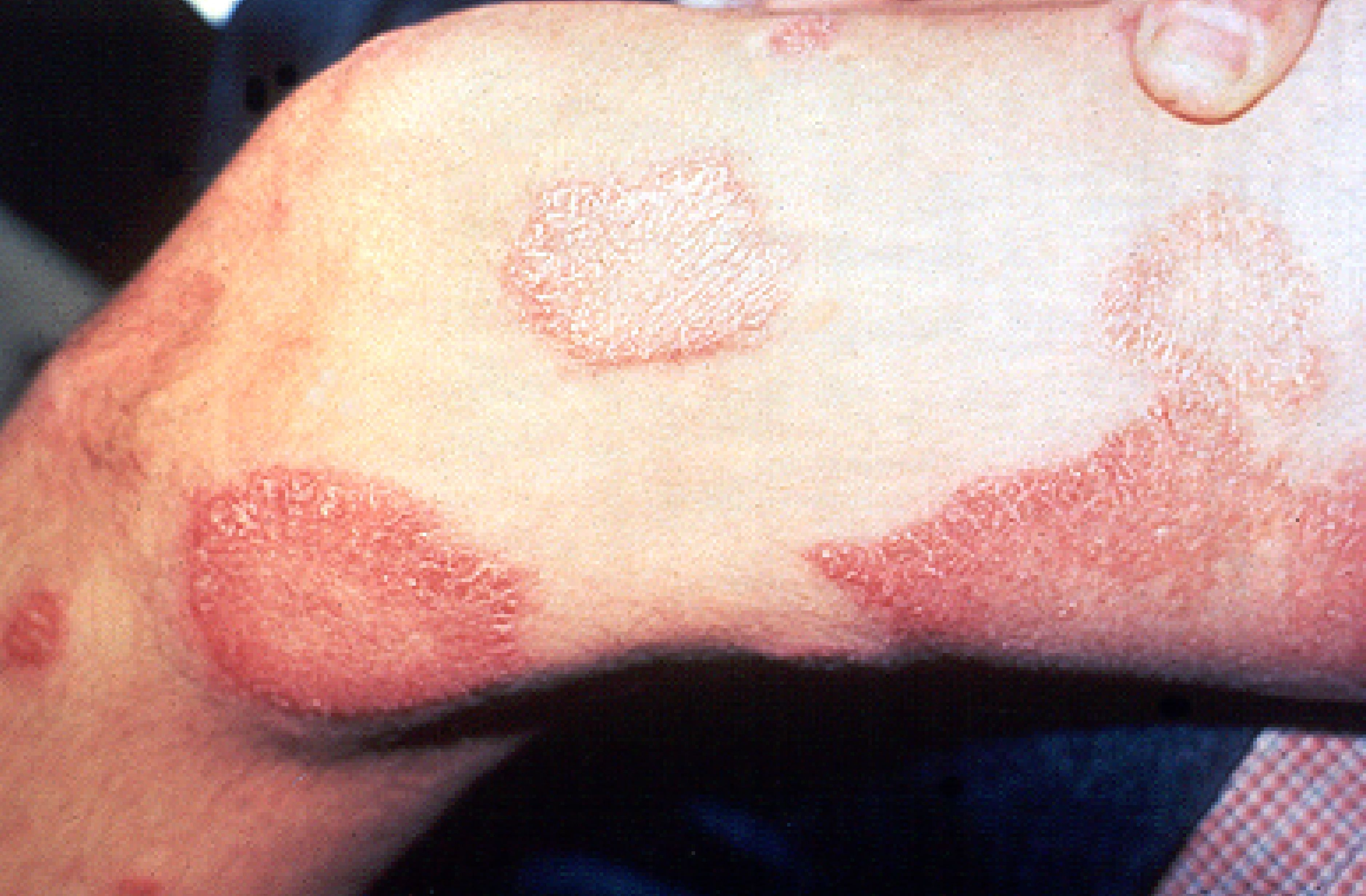
Placche cutanee eritematose

Per tutti i tipi differenti di nega'im della pelle umana, esiste un protocollo simile esposto dalla Torah per determinare se l'eruzione cutanea sia o meno tzaraath. La persona con l'eruzione deve visitare un kohen, che è un ebreo maschio con lignaggio diretto da Aronne, che era il Sommo Sacerdote e fratello di Mosè.  Il kohen, esperto nell'esaminare lesioni e diagnosticare tzaraath, esaminerà la lesione e determinerà se risponde o meno alle specifiche di  tzaraath. Specificamente, valuterà la lesione secondo i criteri succitati, fatta eccezione naturalmente per il criterio finale della propagazione, che può solo essere diagnosticata durante un'esaminazione successiva, se necessaria. Se durante l'esaminazione iniziale le caratteristiche della lesione seguono i criteri di tzaraath, il kohen dichiarerà la persona tamei (טמא, "ritualmente impura") (Levitico 13:3,20,25,30).
Se non si riscontrano i relativi criteri della lesione durante l'esaminazione iniziale del kohen, la persona viene relegata a casa sua per sette giorni, in attesa di un controllo susseguente (Levitico 13:4,21,26,31) Se nuovamente tali criteri di tzaraath non vengono riscontrati e la lesione non si è diffusa, c'è una differenza di protocollo a seconda del tipo di lesione:
- Per placche della pelle, si impone un ulteriore isolamento di sette giorni.[32]
- Per piaghe o bruciature, il kohen dichiara semplicemente una צרבת (tzarevet, "cicatrice") e non si fanno altri esami (Levitico 13:23,28[33])
- Per macchie calve o lesioni di cuoio capelluto o barba, si impone un altro confinamento di sette giorni. Tuttavia, prima di questo secondo periodo di segregazione, la persona viene rasata intorno al nesek (והתגלח ואת הנתק לא יגלח - "si raderà, ma non raderà il luogo dove è il  nesek (infezione/tigna), lasciando un bordo di due peli che circondino la macchia calva per rendere riconoscibile eventuali propagazioni[34] (specialmente secondo Maimonide, che asserisce che tali lesioni si manifestano come pura perdita di capelli senza concomitante eruzione cutanea).

Dopo il secondo isolamento di sette giorni, sia quelli con placche cutanee sia quelli con zone calve sono rivalutati un'altra volta. Se non si riscontrano ancora i criteri di tzaraath, la persona afflitta è dichiarata tahor (טהר, "ritualmente pura"). Tale persona deve però lavare sia il proprio corpo e gli indumenti: a causa dell'isolamento, in un certo senso è considerata impura.

Eritema sul torso

Se il negah era stato dichiarato ritualmente puro e in seguito si diffonde, esso deve essere nuovamente mostrato ad un kohen, che quindi lo dichiarerà tzaraath.
Ci sono molte altre regole in merito all'ispezione:
- Il kohen deve essere in grado di vedere l'intera lesione. Pertanto, se l'eruzione cutanea o zona calva copre il corpo o parti del corpo, o è presente alle estremità di parti del corpo — qualsiasi posizione che potrebbe precludere l'osservazione dell'intera lesione in una volta (cioè, intorno al torso, scalpo o braccio, o alla punta delle dita di mani o piedi) -- non si può dichiarare tzaraath.[38]
- Analogamente, un kohen che è cieco in un occhio o che non può vedere bene, non deve svolgere l'ispezione.[39] Un Kohen idoneo può esaminare chiunque, compresi i propri parenti, tranne se stesso.[40] Tuttavia, non è necessario che un kohen svolga l'ispezione; chiunque sia competente nelle leggi di  nega'im può svolgere l'esaminazione.  Tuttavia solo un kohen può dichiarare purità o impurità. Un esaminatore che non sia kohen può informare un kohen inesperto presente, che un negah è o non è tzaraath ed il kohen dichiara "purità" o "impurità".[41]
- Nega'im non rendono impure parti del corpo che sono naturalmente nascoste da altre parti corporee secondo regole specifiche. Per eruzioni cutanee sulle gambe, gli uomini sono ispezionati in piedi come se stessero zappando e le donne in piedi come se stessero impastando. Nelle eruzioni delle braccia, gli uomini alzano le braccia come se stessero raccogliendo olive e le donne come se stessero filando o tessendo.[42]
- Nega'im non rendono impuri i gentili.[41]
- Uno sposo è esente dal visitare il kohen fino all'ottavo giorno dopo il matrimonio per nega'im sulla pelle, indumenti o casa. Similmente, non vengono fatte ispezioni nei giorni di Pesach, Shavuot o Sukkot.[43]
- Anche nei giorni in cui si svolgono ispezioni, queste sono permesse solo per due ore al giorno: nella quarta e ottava ora del giorno (corrispondente circa alle 9-10 e 14-15).[44]

Se tuttavia si riscontrano i criteri di tzaraath, durante l'esame iniziale oppure ad uno dei due successivi (ove applicabile) o anche dopo una precedente dichiarazione di purità, la persona è dichiarata tamei (טמא, "ritualmente impura"). La persona viene dichiarata impura anche se la lesione non è peggiorata o propagata, ma rimasta invariata — l'eruzione cutanea deve diventare più scolorita per essere dichiarata pura alla seconda ispezione.

### Metzora
La persona che è dichiarata impura con tzaraath viene chiamata tzarua (צרוע) o metzora (מצורע) .  La persona metzora è schivata, evitata, e deve vivere da sola fuori dei confini della comunità (Levitico 13:46). La persona metzora si strappa gli indumenti per lutto come coloro che sono in lutto per la morte di un parente stretto, e non si taglia i capelli. La persona metzora deve inoltre coprirsi la faccia fino al labbro superiore alla maniera di coloro che sono in lutto, e dovrà annunciare ad alta voce "impuro, impuro" per avvertire gli altri di mantenersi a distanza (Rashi, Commentario di Levitico 13:45).
La persona metzora rimane confinata fuori dalla comunità finché la sua condizione di tzaraath scompare. La persona metzora viene valutata da un kohen, che esce dalla comunità per andare ad esaminarla. Quando il kohen osserva conclusione di tzaraath, allora inizia una procedura che alla fine revoca lo stato impuro della persona metzora (Levitico 14:4).

## Processo di purificazione
(Levitico 14:4)
Gli articoli usati nella pirificazione rituale erano inclusi specificamente per trasmettere un messaggio alla persona metzora.  Sebbene molti peccati portino a tale punizione, il principale peccato che provoca tzaraath è lashon hara (una "malalingua", vedi "Interpretazioni" sotto); parlare spregiativamente degli altri in modo consistente ai propri amici è paragonato agli uccelli, che ciarlano senza fine (Talmud Arachin 16b). Analogamente, colui che parla male di altri è arrogante, considerandosi al di sopra degli altri e viene paragonato ad un alto cedro. Per essere guarito, il metzora deve eliminare l'arroganza, umiliandosi come un verme – questo è un gioco di parole, poiché il termine tola'as (תולעת) significa sia "rosso" sia "verme" - come anche issopo.
Acqua di sorgente viene raccolta in una vaso di terracotta, su cui uno degli uccelli è macellato e in cui si fa scorrere il sangue. Il kohen poi immerge il secondo uccello e altri oggetti nell'acqua insanguinata e spruzza il metzora sette volte sul dorso della mano. Alcuni dicono che l'aspersione fosse fatta sulla sua fronte. La stessa procedura era eseguita per una casa infestata da tzaraath, con l'aspersione fatta sull'architrave. L'uccello macellato era sepolto in presenza del metzora e l'uccello vivo veniva liberato nei campi.
La persona metzora lava i propri indumenti dalle impurità e si tosa tutti i capelli, eccetto quelli posti in zone simili a quelli in cui i nega'im non sono soggetti ad impurità (Mishnah Nega'im 2:4). La persona metzora poi attende sette giorni prima di iniziare le fasi finali della propria cerimonia di purificazione (Levitico 14:8-9). Al settimo giorno, la persona metzora nuovamente lava gli indumenti che indossava eliminandone le impurità e si rade ancora i capelli (Mishnah Nega'im 14:3). L'ottavo giorno, la persona metzora porta tre sacrifici animali al Tempio di Gerusalemme: un'offerta espiatoria di un'agnella, e un'offerta di riparazione e una offerta bruciata, entrambe di agnelli maschi (Levitico 14:10).
Col sangue della vittima di riparazione si bagnava il lobo dell'orecchio destro, il pollice della mano destra e l'alluce del piede destro del metzora (Levitico 14:14). Ciò creava dei problemi dato che al metzora non era permesso entrare nell'ambito del Tempio prima della sua purificazione ed il sangue dell'offerta non poteva essere portato fuori dal Tempio. Per risolvere il dilemma, il metzora infilava queste sue parti del corpo dentro la cancellata una alla volta per ricevere il sangue.  Lo stesso veniva fatto con l'olio delle offerte della farina fatte dal metzora. Se il metzora perdeva una di queste parti fisiche dopo esser pronto per la purificazione, non poteva mai più ottenere la purificazione stessa (Mishnah Nega'im 14:9).

### Donativo sacerdotale
La porzione d'olio d'oliva rimanente, chiamata in ebraico log shemen shel metzora, è trattenuta dal Kohen al completamento del servizio religioso. Tale porzione viene elencata come uno dei "ventiquattro doni kohanici".

## Contaminazioni

### Infestazione di indumenti
Tzaraath può contaminare le "vesti" (Levitico 13:47). Vesti tzaraath riguardano solo tre materiali: 
1. lana (in ebraico צמר‎?)
2. lino (פשתים)
3. Due tipi di cuoio sono indicati in Levitico 13:48[57]
  1. pelle non lavorata (עור)
  2. cuoio rifinito (כל מלאכת עור, letteralmente "tutto il cuoio lavorato")

In un indumento di lana o di lino, la tzaraath può apparire come un negah sparso uniformemente sulla stoffa oppure come un negah limitato solo alla trama o all'ordito (או בשתי או בערב) dell'indumento stesso (Levitico 13:48).
Esistono una quantità di limitazioni a tzaraath applicata al vestiario:
- Vesti che appartengono a gentili non sono suscettibili di tzaraath.
- Solo lana di pecora è suscettibile di un negah per tzaraath, sebbene una pari mistura di lana di pecora e di altro tipo di lana (per esempio, lana di cammello) può esserne affetta.[59] In ugual modo, una miscela di fibre vegetali che contengono lino ne è soggetta, a meno che non sia almeno metà lino.[59]
- Il cuoio citato dalla Torah non include le pelli di animali marini.[60]
- La stoffa di lana o lino o l'articolo di cuoio non può essere reso impuro da tzaraath se è tinto artificialmente. Tuttavia, se l'articolo è colorato naturalmente (come lana da una pecora nera), può essere reso impuro.[61]

#### Manifestazione, ispezione e gestione ditzaraathnegli indumenti
Tzaraath appare sui vestiti come un'eruzione di colore verde intenso (in ebraico ירקרק‎?- yerakrak) o rosso (אדמדם - adamdam), e devono essere portate al kohen  per ispezione. Riguardo agli indumenti tzaraath, non ci sono criteri coi quali si possa dichiarare contaminazione dopo un esame iniziale. L'indumento viene isolato per sette giorni, e se al settimo giorno il negah si è propagato, è un negah di tzaraath ed è dichiarato impuro. Dopo una dichiarazione di tzaraath, la veste, che sia di lana, lino o cuoio, viene bruciata completamente (באש תשרף); se la tzaraath era limitata alla trama o all'ordito, solo questi necessitano di esser bruciati.
Se, ad una rivalutazione fatta dopo i sette giorni di isolamento, il kohen vede che l'eruzione non è diminuita, allora avvisa che l'indumento sia lavato e confinato ancora per altri sette giorni. Se dopo una seconda rivalutazione, dopo gli altri sette giorni di isolamento, il kohen vede che l'eruzione non è diminuita e non si è diffusa, la veste è dichiarata impura e deve essere bruciata.
Se la seconda rivalutazione rivela una diminuzione dell'eruzione, il kohen strappa l'area dell'eruzione e brucia completamente la porzione strappata. La parte lacerata viene rappezzata per permettere un'altra ispezione dell'area in caso di ritorno di negah.  Se tale eruzione ritorna sul rappezzamento, non si concede nessun isolamento ma si brucia l'indumento interamente; se un negah riappare sull'indumento ma non sulla pezza, l'indumento deve essere bruciato ma la pezza può essere risparmiata. Riassumendo, se il negah rimane com'era dopo la prima settimana di isolamento, viene lavato e riconfinato. Se rimane com'era dopo la seconda settimana di isolamento, è bruciato.
Se tuttavia, dopo una seconda rivalutazione, il negah scompare, l'indumento deve essere immerso in un mikveh (מקוה, "bagno rituale") e quindi diventa puro.

### Contaminazione di abitazioni
Il terzo ed ultimo tipo di tzaraath citata dalla Torah affligge gli edifici. Se una persona nota un'infestazione in casa sua, ne deve informare un kohen. Il kohen allora ordinerà che la casa sia svuotata di tutti i suoi contenuti prima dell'ispezione; ciò per prevenire ulteriori perdite economiche, perché se la casa deve essere isolata, anche tutto quello che contiene diventa impuro.
Quando il kohen arriva per fare l'ispezione, egli controlla che non ci siano lesioni sulle pareti che appaiano di un verde intenso (in ebraico ירקרקת‎?) o rosso intenso (אדמדמת) che non siano in profondità, oltre i pannelli delle superfici parietali (שפל מן הקיר, letteralmente "inferiori al muro"). Se riscontra tali infestazioni, il kohen esce dalla casa e la isola per sette giorni.
Al settimo giorno, dopo aver riesaminato l'eruzione, se il kohen vede che l'infestazione si è diffusa oltre alla macchia originale, le pietre contaminate sono rimosse, l'area intorno alle pietre infestate viene raschiata e sia le pietre tolte sia l'intonaco di calce sono gettati in un luogo di impurità. Si devono asportare almeno due pietre dal muro e un minimo di due pietre nuove devo essere messe al loro posto per riempire il vuoto. Se il muro contaminato è condiviso da due abitazioni, i due vicini devono collaborare a rimuovere le pietre infestate, raschiare e porre le nuove pietre, ma solo il proprietario della casa infestata internamente svolge il nuovo intonacamento. È da questa normativa che proviene il proverbio Oy l'rasha, oy l'scheino (או לרשע או לשכנו, "Guai al malvagio! Guai al suo vicino!").
Il vuoto è riempito con pietre nuove e intonaco di calce, e la casa è isolata per altri sette giorni. Se dopo la seconda rivalutazione, il negah è ritornato dopo che le pietre nuove sono state rintonacate, il negah è dichiarato tzaraath e l'intera casa deve essere demolita. Se il negah non ritorna, la casa è dichiarata pura, e viene effettuato lo stesso procedimento di purificazione riservato alla tzaraath della carne umana.
Ci sono numerose limitazioni imposte sulla tzaraath che affligge le case:
- La casa di un gentile non è soggetta a tzaraath.
- Solo case che possiedono quattro mura e quattro angoli sono soggette alla procedura. Similmente, solo quelle case che poggiano direttamente al suolo sono soggette, ad esclusione quindi di quelle sospese dal suolo o costruite su un'imbarcazione.[78]
- Tzaraath affligge solo case che sono costruite interamente di pietre, legno e intonaco di calce. Se uno dei muri sono costruiti o ricoperti internamente di marmo, o affioramento naturale di roccia, o mattoni o argilla, tale muro non è soggetto a tzaraath, e una casa non può essere resa impura a meno che tutte e quattro le pareti ne siano soggette.[79]
- Case a due piani sono considerate due case differenti e le travi che servono da pavimentazione del piano superiore, come anche il tetto del piano inferiore, possono rimanere con la restante abitazione.[80]
- Case sono le sole costruzioni soggette a tzaraath (per esempio, non le stalle o i fienili) e solo case che esistano nella regione di territorio originalmente suddiviso tra le dodici tribù, poiché il versetto biblico fa riferimento a beis eretz achuzaschem (בית ארץ אחזתכם, "in una casa del paese di vostra proprietà" - Levitico 14:34[81]); ciò esclude case a Gerusalemme, perché non fu data in proprietà ad una delle 12 tribù, bensì detenuta congiuntamente da tutti i Figli di Israele.[82]

### Interpretazioni
Il Rabbino tedesco Shimshon Raphael Hirsch dimostrò ampiamente che tzaraath non doveva essere interpretata come una malattia medica, ma piuttosto come un'afflizione spirituale. Il rispettivo versetto biblico lo indica, poiché ordina a coloro che sono contaminati di cercare un Kohen (sacerdote) e non un dottore, mentre la Torah specificamente permette e persino incoraggia coloro che hanno necessità di cure mediche di cercare cure da medici.
L'enfasi della Torah chiaramente è su tumah (in ebraico טומאה‎?, "impurità rituale") che risulta da una diagnosi di tzaraath perché i versetti si concentrano sella dichiarazione di "impurità" del kohen - וראהו הכהן וטמא אתו ("Il kohen vedrà [l'eruzione] e lo [dichiarerà] impuro").
Il Talmud, e la maggior parte delle letteratura ebraica in generale, considera tzaraath una punizione del peccato; elenca sette possibili cause di tzaraath:
- una malalingua (pettegolezzi maligni)
- omicidio
- un giuramento invano
- rapporto sessuale illecito
- orgoglio
- furto
- comportamento avaro

Una fonte midrashica afferma categoricamente che tzaraath appare nelle scritture solo come punizione per malalingua, mentre altre fonti aggiungono altre ragioni alla lista del Talmud. A differenza dell'approccio medico moderno, che cerca di curare con mezzi naturali, le fonti ebraiche classiche sostenevano che la cura contro tzaraath si otteneva soltanto con il pentimento ed il perdono. In particolare, la Midrash Rabbah considera i differenti tipi di tzaraath come livelli crescenti di punizione, che possono essere abbreviati e bloccati in qualsiasi momento se ci si pente:
1. la prima fase dell'interpretazione di Rabbah è l'infestazione di case, e se avviene il pentimento, per curarla basta solo rimuovere le pietre contaminate.
2. nella seconda fase, l'intera casa deve essere demolita poiché la tzaraath non se ne va via, e l'infestazione si propaga agli indumenti; in caso di pentimento, si richiede solo il lavaggio degli indumenti per curare la tzaraath.
3. nella terza fase dello schema di Rabbah, i vestiti devono essere bruciati e l'infezione si diffonde sulla pelle della persona; in caso di pentimento, avviene la purificazione.
4. nella quarta fase, che avviene solo quando la persona si è rifiutata di pentirsi, questa è costretta ad abitare da sola.

Altri scrittori rabbinici classici ritenevano che la tzaraath delle case avesse benefici pratici. Secondo una fonte, oltre ad essere una punizione per l'avarizia, dimostrava anche che il proprietario stava mentendo, se diceva di non possedere certi oggetti che i vicini avevano chiesto in prestito, poiché le regole bibliche richiedono che il proprietario della casa porti fuori di essa tutti i suoi beni prima dell'isolamento. D'altra parte, Rashi, basandosi sul Levitico Rabbah, afferma che tzaraath di case era una ricompensa per il proprietario, dicendo che le case degli Israeliti erano precedentemente state quelle dei cananei, che avevano nascosto i propri beni nei muri; la tzaraath richiedeva che il proprietario rimuovesse i mattoni e quindi poteva scoprire dei tesori dentro i propri muri.
Piuttosto che interpretare le descrizioni bibliche dei sintomi di tzaraath alla maniera dei medici moderni, la letteratura rabbinica classica ne dava un'interpretazione estremamente letterale. Per il gruppo di sintomi in cui i peli di una zona infetta diventano bianchi, la Mishnah sostiene che strappare tali peli bianche sia sufficiente per non considerare la malattia tzaraath; analogamente, poiché il testo biblico cita tzaraath per la zona dove precedenti pustole fossero guarite ma dove esistano anche pustole non cicatrizzate, la Mishnah asserisce che la comparsa di altri sintomi in una pustola non guarita o bruciatura non indicano tzaraath, e che se la pustola o bruciatura successivamente guarisce, ancora non indica tzaraath, a meno che avvengano altri sintomi in parti del corpo non precedentemente ammalati. La Mishnah inoltre sostiene che le piaghe inferiori alla grandezza di una lenticchia, quelle alle estremità del corpo (come le dita delle mani e dei piedi, le orecchie, naso, seni, ecc.), quelle che appaiono sopra bolle o bruciature non guarite, e quelle che appaiono su parti pelose del corpo, non indicano tzaraath.
I biblisti sospettano che queste descrizioni di tzaraath, quando si riferiscono a condizioni cutanee, in realtà concernino una serie di malattie dermatologiche, che, a causa della situazione sottosviluppata della scienza medica del tempo, non venivano diagnosticate in distinzione. Delle particolari situazioni che il Codice Sacerdotale descrive come tzaraath,
- lo sbiancamento della pelle su tutto il corpo con piaghe, è considerato dagli studiosi come sintomatico della psoriasi[3][92][95]
- gli studiosi considerano la diffusione delle bolle maggiormente sintomatica dell'impetigine[92]
- secondo gli studiosi, la propagazione di gonfiori o macchie in una bruciatura, è molto probabilmente il risultato di erisipela[92]
- riguardo a malattie subcutanee dove i peli diventano bianchi
  - la presenza aggiuntiva di gonfiori o macchie in una bruciatura si pensa sia probabilmente leishmaniosi[92]
  - l'ulteriore presenza di piaghe nel corpo, e di gonfiori e macchie dove precedentemente si trovava una bolla, è uno dei sintomi classici della lebbra[92]
  - la presenza aggiuntiva di piaghe sulla testa o mento si ritiene che probabilmente indichi la presenza di tigna[3][92]

È tuttavia evidente come nessuno di questi studiosi abbia contestato in modo sistematico la dimostrazione di Rabbi Shimshon Hirsch che tzaraat non si riferisce a nessuna delle succitate malattie.

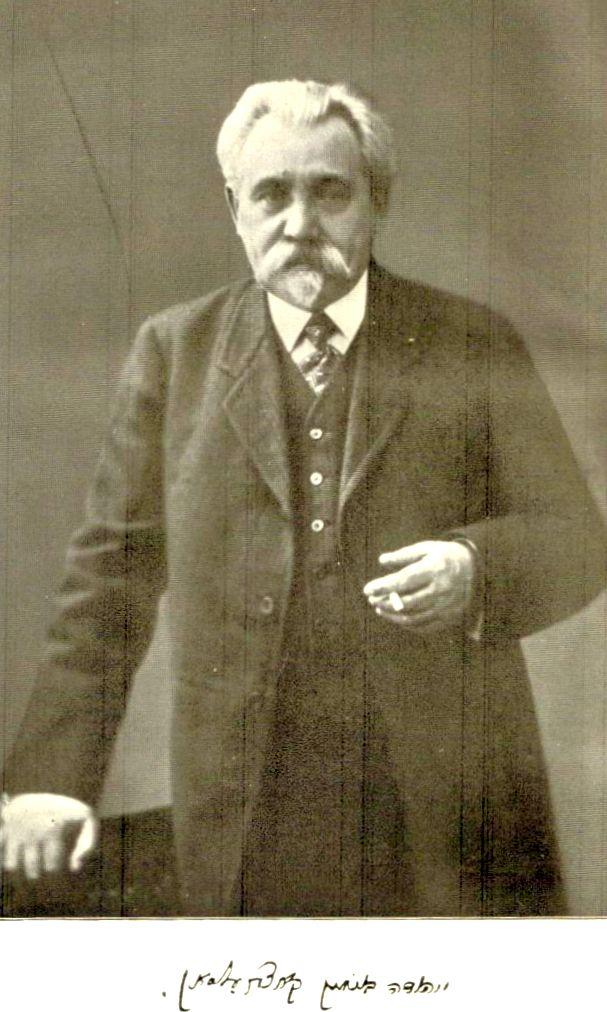
Il medico ebreo ucraino Yehuda L. Katzenelson (1846-1917), che dedicò parte delle sue ricerche sulla medicina talmudica alle analisi dei paralleli tra vitiligine e tzaraath, concludendo che il consenso rabbinico antico era che fossero sinonimi

#### Sintomi di altre condizioni
Oltre ad eruzioni semplici, infiammazioni, e gonfiori, il testo biblico cita una quantità di altre condizioni che potrebbero essere confuse con tzaraath. Tra le altre situazioni che il testo considera innocue sono la comparsa di "macchie bianche pallide", macchie bianche sulla pelle senza piaghe, e calvizie senza piaghe; gli studiosi ritengono che le ultime due si riferiscano rispettivamente alla vitiligine e all'alopecia e la Bibbia riporta che la prima  - le macchie bianche pallide - siano una forma di efelidi. I sintomi che il testo considera indicativi di malattia, includono quelli che si propagano in tumefazioni o macchie (dove c'era precedentemente una bolla), e quelli di piaghe bianco-rossastre in sone di calvizie; la prima condizione viene identificata dalla Bibbia come lebbra, ma gli studiosi propongono una diagnosi di vaiolo, mentre la seconda pare indichi la tigna favosa.

## Tentativi di identificazione
Nel tentativo di identificare la condizione cutanea di tzaraath, il patologo russo Gregory N. Minh (1836–1896) scoprì che la lebbra aveva il fattore di contagio e quindi veniva squalificata dall'essere la tzaraath citata nella Bibbia. Conclusioni parallele erano proposte dal medico ebreo Reuven Kalisher, che sosteneva che la vitiligine, quale malattia malattia decolorante della pelle che possiede il trio di caratteristiche citate dal testo biblico, poteva essere la stessa afflizione della tzaraath; cioè:
1. non è una malattia contagiosa
2. provoca lo sbiancamento dei peli (chiamato "poliosi" o "leukotrichia") nella zona scolorita e
3. può crescere di misura nel giro di una o due settimane.

Questi tre sintomi sono discussi in Levitico 13 come segni comprovanti la tzaraath. Una malattia scolorativa quasi identica è stata assegnata ad un tipo di vitiligine nota anche come leucoderma e/o piebaldismo (albinismo parziale). Basandosi su certa letteratura rabbinica, è stato inoltre proposto che la vitiligine dimostri paralleli col colore e le sfumature citate dalla Mishnah nel Trattato Negaim (cap. 1) ed è quindi la tzaraath del Levitico. Nella sua opera, il medico ucraino Yehuda L. Katzenelson concluse che esisteva una conferma da parte dei Saggi ebrei nei testi mishnaici, che la vitiligine e la tzaraath fossero proprio la stessa cosa.